# Georg Åberg
Pour les articles homonymes, voir Åberg.
Nils Georg Åberg (né le 20 janvier 1893 à Hellestad et décédé le 18 août 1946 à Stockholm) est un athlète suédois spécialiste du saut en longueur et du triple saut.

## Biographie
Nils Georg Åberg naît le 20 janvier 1893 à Hellestad dans le Norrköping .Dès sa scolarité, il se fait remarquer par ses résultats au saut en longueur et au triple saut, et moins de 3 ans après être passé professionnel au club de l'IFK Norrköping en 1909, il participe aux Jeux olympiques au jeune âge de 19 ans .
Double médaillé olympique dans son pays natal en 1912 (de bronze au saut en longueur et d'argent au triple saut), Åberg remporte en outre le concours du saut au longueur des Jeux suédois disputés en 1916 et est champion national de cette discipline en 1912, 1913 et 1915, mais ne réussira jamais à battre ses marques réalisées lors des jeux de 1912 .
Il prit sa retraite de la scène professionnelle en 1918 et il finit par mourir le 18 août 1946  à Stockholm à l'âge de 53 ans 6 mois et 29 jours.

## Palmarès
| Date | Compétition           | Lieu      | Résultat | Épreuve          | Performance |          |         |             |
| ---- | --------------------- | --------- | -------- | ---------------- | ----------- | -------- | ------- | ----------- |
| 1912 | Jeux olympiques d'été | Stockholm | 3e       | Saut en longueur | 7,18 m PB   |          |         |             |
| 1912 | Jeux olympiques d'été | Stockholm | 2e       | Triple saut      | 14,51 m PB  |          |         |             |
| Date | Compétition           | Lieu      | Résultat | Épreuve          | Performance |          |         |             |
| 1912 | Championnats de Suède | Stockholm | 1er      | Saut en longueur | N/D         |          |         |             |
| 1912 | Championnats de Suède | Stockholm | Date     | Compétition      | Lieu        | Résultat | Épreuve | Performance |
| 1913 | Championnats de Suède | Stockholm | 1er      | Saut en longueur | 6,92 m      |          |         |             |
| 1913 | Championnats de Suède | Stockholm | Date     | Compétition      | Lieu        | Résultat | Épreuve | Performance |
| 1915 | Championnats de Suède | Stockholm | 1er      | Saut en longueur | N/D         |          |         |             |
| 1915 | Championnats de Suède | Stockholm | Date     | Compétition      | Lieu        | Résultat | Épreuve | Performance |
| 1916 | Jeux de Suède         | Stockholm | 1er      | Saut en longueur | 6,98 m      |          |         |             |

## Records
| Épreuve          | Performance | Lieu      | Date |
| ---------------- | ----------- | --------- | ---- |
| Saut en longueur | 7,18 m      | Stockholm | 1912 |
| Triple saut      | 14,51 m     | Stockholm | 1912 |